# Justicia alopecuroidea
Justicia alopecuroidea là một loài thực vật có hoa trong họ Ô rô. Loài này được T.F. Daniel mô tả khoa học đầu tiên năm 1990.